# 国鉄タム5100形貨車
国鉄タム5100形貨車（こくてつタム5100がたかしゃ）は、かつて運輸通信省、運輸省、日本国有鉄道（国鉄）に在籍した私有貨車（タンク車）である。

## 概要
本形式は塩酸専用の15 t積タンク車として1949年（昭和24年）2月9日から1950年（昭和25年）1月25日にかけて6両（タム5100 - タム5105）が呉羽化学等にて製作された。本形式製作中に同専用種別、同積載荷重のタム5000形も生産されていたが両形式の差異は不明である。
本形式の他に塩酸を専用種別とする形式はタ1750形（1両）、タ1850形（3両）、タ3200形（4両）、タム5000形（368両）、タム9400形（10両）、タム25000形（4両）、タキ5000形（62両）、タキ5050形（109両）、タキ6700形（7両）、タキ12500形（9両）の10形式があった。
所有者は呉羽化学工業、日新電化の2社でありそれぞれの常備駅は常磐線の勿来駅、羽越本線貨物支線の酒田港駅である。
1979年（昭和54年）10月より化成品分類番号「侵82」（侵食性の物質、腐食性物質、危険性度合1（大））が標記された。
タンク体材質は、一般構造用圧延鋼材 （SS41、現在のSS400）製であり、このため内部に腐食防止のためのゴムライニング処理が施されている。
車体色は黒色、寸法関係は全長は7,830 mm - 8,030 mm、軸距は3,900 mm - 4,000 mm、実容積は13.6 m3 - 14.0 m3、自重は11.1 t - 11.6 t、換算両数は積車2.6、空車1.2である。落成時の軸ばね支持方式は一段リンク式であったが貨物列車の最高速度引き上げが行われた1968年（昭和43年）10月1日ダイヤ改正対応のため3両（タム5100 - タム5102）が二段リンク式に改造された。
1985年（昭和60年）12月26日に最後まで在籍した2両（タム5100 - タム5101）が廃車となり同時に形式消滅となった。